# Blauspitze
Die Blauspitze (laut Alpenvereinsführer auch Ganotzkogel) ist ein 2575 m ü. A. hoher Berg in der Granatspitzgruppe der Hohen Tauern in Österreich.

## Lage
Der Gipfel befindet sich etwas südlich des Alpenhauptkamms in Osttirol. Er kann von Kals am Großglockner erstiegen werden und von ihm reicht der Blick in die Glockner- und Schobergruppe.

## Geologie
Die Blauspitze ist durch auffallend blaugefärbte Gesteine und Schutthalden gekennzeichnet, die wohl namensgebend waren.
Im Bereich der Blauspitze befindet sich ein mächtiger Serpentinitkörper. Der Bergrücken besteht aus dunkelgrünen bis blaugrünen dichten, stark gepressten Serpentiniten mit zahlreichen charakteristischen Harnischflächen. Die Klüfte sind oftmals mit Chrysotilasbest oder Tremolit gefüllt. Am Rand des Serpentinitkörpers finden sich häufig talkführende bzw. Eisenmangankarbonat führende Bereiche, die entsprechend grünlich-weiß durchzogen oder braungefleckt erscheinen. Talk-, Chlorit- und Tremolitschiefer ummanteln die mächtigen Vorkommen an ihrem Rand.
An die Serpentinite gebunden sind Mineralisationen von Magnetit, Pyrit und Kupferkies. Am Ostrücken der Blauspitze auf etwa 2185 m Höhe gibt es Reste eines in historischer Zeit bergmännisch beschürften Vorkommens. Hier sind noch ein 28 m langer Stollen  und Abraumhalden erhalten.

## Anstiege
Der Zustieg zum Berg erfolgt einfach von der Bergstation der Bergbahnen Kals.
Der Normalanstieg (I) führt von Nordwesten auf den von dieser Seite wenig ausgeprägten Gipfel. Dies war auch der Weg der Erstbesteiger C. Diener und L. Brunner am 28. Juni 1891. Weitere erwähnenswerte Routen sind der Ostgrat (III) und der Südwestgrat (IV). Der Blauspitz-Klettersteig (C bis D) folgt teilweise der Routenführung des Südwestgrats, er wurde 2006 von Kalser Bergführern errichtet.

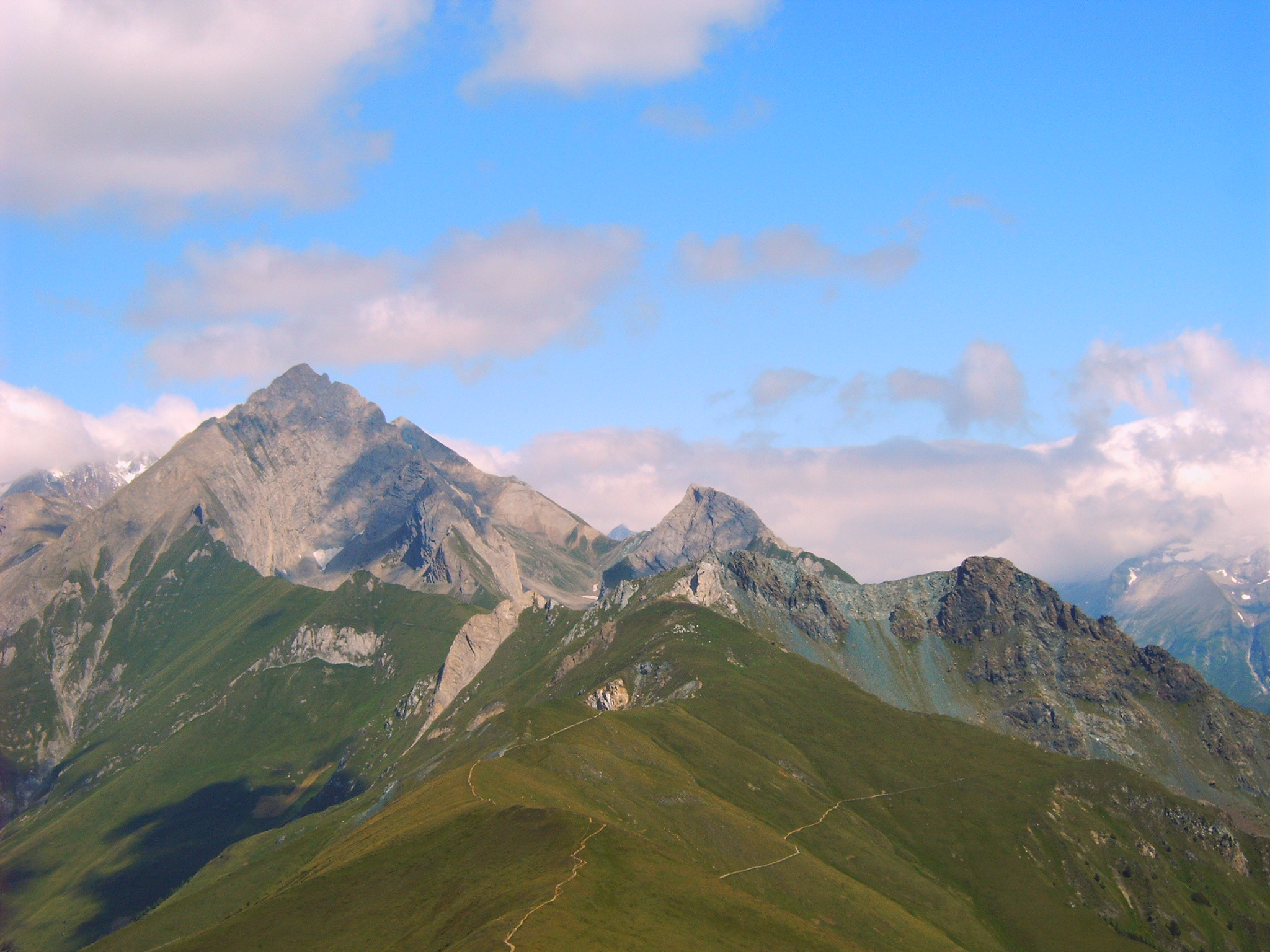
Kendelspitze, Weißer Knopf und Blauspitze (rechts) von Süden